# プリティ・リーグ
『プリティ・リーグ』（原題: A League of Their Own）は、1992年に製作されたペニー・マーシャル監督によるアメリカのスポーツコメディ映画。

## 概要
ケリー・キャンディールとキム・ウィルソンの原作を基にローウェル・ガンツとババルー・マンデルが脚本を執筆。
1943年に創設され54年まで存在した全米女子プロ野球リーグを題材として、女性差別が激しかった時代に自分たち自身（Their Own）の人生の目標を実現しようとする女性たちの姿を描く。
主題歌の「マイ・プレイグラウンド」(This Used To Be My Playground)をマドンナが担当し、選手の1人として出演もしている。エンドロールでのクレジットではトム・ハンクス が先頭であるが、ハンクスは助演的役割を担っている。

## あらすじ
1988年のこと。ドティ・ヒンソンは野球殿堂で開催される全米女子プロ野球リーグの回顧展の開会式に出席する。彼女は多くの元チームメイトや友人に会い、1943年当時への回想を始める。
第二次世界大戦に選手の多くが出征したことによりメジャーリーグの中断が危ぶまれる中、シカゴ・カブスのオーナーであるウォルター・ハーヴィーは仲間のオーナーたちに女子リーグ設立のために資金を提供するよう説得を始める。アイラ・ローウェンスティーンがその担当者となる。スカウトのアーニー・カパディーノはオレゴン州で行われている産業リーグのソフトボールの試合を観戦し、乳業チームの捕手であるドティに注目する。しかし彼女は興味を示さない。彼女は夫のボブが戦争から戻るのを待ちながらの自分の生活に満足している。一方、彼女の妹のキット・ケラーは、今の生活から抜け出して何かをやり遂げることを渇望している。カパディーノはキットの打撃に感心せず、投球も見なくて良いと言うが、ドティを変心させればキットも一緒に連れて行くことに同意する。ドティは妹のためにカパディーノと一緒に行くことに同意する。
ドティとキットはトライアウトのためにシカゴのハーヴィー球場に行く。2人は、タクシーダンサー（注：ダンスホールなどで客から金を貰ってダンスの相手をする女性）のメイ・“オール・ザ・ウェイ・メイ”・モーダビトと彼女の親友でダンスホールの用心棒のドリス・マーフィー、穏やかな口調の右翼手イヴリン・ガードナー、読み書きが出来ない左翼手シャーリー・ベイカー、投手兼遊撃手で元ミス・ジョージア州のエレン・スー・ゴットランダー、左翼手兼救援投手ベティ・"スパゲッティ"・ホーン、二塁手のマーラ・フーチ、一塁手ヘレン・ヘイリー、アリス・"スキーター"・ギャスパーズと会う。ドティ、キットと他の5人がロックフォード・ピーチズに所属し、他の48人がラシーン・ベルズ、ケノーシャ・コメッツ、サウスベンド・ブルーソックスに所属することとなる。
ピーチズは元カブスの花形スラッガーで、今や皮肉屋でアルコール依存症となっているジミー・デューガンが監督である。彼は最初は全てのことを冗談として扱い、無理矢理ドティを監督代行にしてしまう。また、デューガンは選手たちを邪険に扱っている。チームは、イヴリンの甘やかされて育った生意気な息子スティルウェルと、チームの付き添い婦のミス・カスバートと共に移動する。ローウェンスティーンは、女子リーグが殆ど注目を集めていないため、ライフ誌のカメラマンが観客席にいる時に、選手たちに何か派手なことをするよう頼む。ドティはそれに従い、ファウルのキャッチャーフライを大股開きで捕球し、その写真がライフ誌の表紙を飾る。宣伝活動により、より多くの人が球場に集まるようになったが、オーナーらは依然として納得しない。
チームメイトたちは団結を強める。マーラは遠征中の夜、街道沿いのバーで出会ったネルソンという男性と結婚し、シーズンが残っているにも拘わらずチームを去る。メイはシャーリーに読み方を教え、イヴリンはチームソングを書く。ローウェンスティーンはドティを女子リーグの顔として売り出すが、そのためにキットは憤慨する。この姉妹間の対立は激しくなり、その結果、キットはラシーン・ベルズにトレードされることになった。
ピーチズはリーグ最高の成績でシーズンを終え、ワールドシリーズへの出場権を得る。監督のジミーはベティに夫が太平洋戦線で戦死したことを知らせる電報を渡し、悲しみに打ちひしがれた彼女はチームを去る。その夜、負傷して陸軍を除隊した夫のボブが現れ、ドティは驚く。ジミーは、ドティがボブと一緒にオレゴンに戻ることを知る。ワールドシリーズに出場するよう彼女を説得出来なかったジミーは、ドティに自分の決断を後悔することになるだろうと言う。
ピーチズのワールドシリーズの相手はベルズで、勝負は最終第7戦までもつれ込む。ドティは第7戦でピーチズに復帰し、キットはベルズの先発投手となる。9回表、ベルズ1点リードの中、ドティが逆転打を放つ。キットは取り乱すが、9回裏2死で打席に立ち、名誉挽回の機会を得る。彼女はヒットを打ち、三塁コーチの制止を無視して、本塁上で姉のドティを倒し落球させ、サヨナラ・ホームインする。
満員の観衆はローウェンスティーンにオーナーとしての支援を与えるようハーヴィーを説得する。試合後、姉妹は和解し、ドティはボブと一緒にオレゴンへ向かう。
場面は現在に戻り、ドティはキットなどの元選手や、カパディーノ、ローウェンスティーンと再会する。彼女はジミーが1987年に亡くなったことを知る。存命のピーチズの元選手たちはイヴリンのチームソングを歌い、写真を撮る。エンドロールでは、彼女たちがダブルデイ球場で野球をするのが映る。

## キャスト
| 役名                                         | 俳優                       | 日本語吹替                                                 | 日本語吹替 |
| 役名                                         | 俳優                       | ソフト版                                                   | 日本テレビ版 |
| -------------------------------------------- | -------------------------- | ---------------------------------------------------------- | --- |
| ジミー・デューガン（監督）                   | トム・ハンクス             | 大塚芳忠                                                   | 安原義人 |
| ドティ・ヒンソン（捕手）                     | ジーナ・デイヴィス         | 高島雅羅                                                   | 塩田朋子 |
| キット・ケラー（投手）                       | ロリ・ペティ               | 佐々木優子                                                 | 篠原恵美 |
| メイ・モーダビート（中堅手）                 | マドンナ                   | 深見梨加                                                   | 戸田恵子 |
| ドリス・マーフィ（三塁手）                   | ロージー・オドネル         | 塩田朋子                                                   | 小宮和枝 |
| マーラ・フーチ（二塁手）                     | ミーガン・カヴァナー       | 吉田美保                                                   | 喜田あゆみ |
| ベティ・ホーン（左翼手）                     | トレイシー・ライナー       | 伊倉一恵                                                   | 土井美加 |
| エヴリン・ガードナー（右翼手）               | ビティ・シュラム           | 叶木翔子                                                   | 高島雅羅 |
| シャーリー・ベイカー（左翼手）               | アン・キューザック         | 紗ゆり                                                     | 紗ゆり |
| ヘレン・ヘイリーアン（一塁手）               | アン・ラムゼイ             | 佐藤しのぶ                                                 | 日野由利加 |
| エレン・スー・ゴットランダー（遊撃手、投手） | フレディ・シンプソン       | 松井菜桜子                                                 | |
| アリス・ギャスパーズ（左翼手、控え捕手）     | ルネ・コールマン           | 種田文子                                                   | |
| ミス・カスバート                             | ポーリン・ブレイスフォード | 巴菁子                                                     | さとうあい |
| アイラ・ローウェンスティーン                 | デヴィッド・ストラザーン   | 有本欽隆                                                   | 小川真司 |
| ウォルター・ハーヴェイ                       | ゲイリー・マーシャル       | 筈見純                                                     | 坂口芳貞 |
| アーニー・キャパディーノ                     | ジョン・ロヴィッツ         | 塚田正昭                                                   | 麦人 |
| ボブ・ヒンソン                               | ビル・プルマン             | 小室正幸                                                   | 田中正彦 |
| チャーリー・コリンズ                         | ドン・S・デイヴィス        | 福田信昭                                                   | |
| ラシーンの一塁手                             | ティア・レオーニ           |                                                            | |
| その他の出演                                 | N/A                        | - 幹本雄之 - 鈴木れい子 - 竹口安芸子 - 達依久子 - 星野充昭 | - 金野恵子 - 野沢由香里 - 大谷育江 - 宮寺智子 - 西村知道 - 長島雄一 - 宝亀克寿 - 秋元羊介 - 辻親八 - 星野充昭 - 寺内よりえ - 神谷和夫 - 伊藤和晃 - 岩坪理江 - 大黒和広 - 棚田恵美子 - 永堀美穂 - 大坂史子 - 津村まこと - 岡野浩介 |
| 日本語版制作スタッフ                         |                            |                                                            | |
| 翻訳                                         | 翻訳                       | 佐藤一公                                                   | たかしまちせこ |
| 演出                                         | 演出                       | 蕨南勝之                                                   | 蕨南勝之 |
| 訳詞                                         | 訳詞                       | 菊池浩司                                                   | |
| 調整                                         | 調整                       | 田中和成                                                   | 栗林秀年 |
| 効果                                         | 効果                       |                                                            | 山本洋平 |
| スタジオ                                     | スタジオ                   |                                                            | - スタジオザウルス - ムービーテレビジョン |
| プロデュース                                 | プロデュース               | 吉岡美惠子                                                 | - 金井芳広 - 門屋大輔（日本テレビ） |
| プロデューサー補                             | プロデューサー補           |                                                            | 小林三紀子 |
| 制作担当                                     | 制作担当                   | - 神部宗之 - 田島稔                                        | 小川眞紀子 |
| 制作                                         | 制作                       | 東北新社                                                   | ムービーテレビジョン |

- ソフト版：VHS・DVD・BD収録
- 日本テレビ版：初回放送1995年10月27日『金曜ロードショー』21:03-23:24

## 音楽
サウンドトラックは、1992年6月30日にコロンビアレコードからCDとカセットテープで発売された。
マドンナは映画のエンドクレジットで流れる「This Used to Be My Playground」を提供したが、契約上の理由から彼女の録音はサウンドトラックアルバムには収録されなかった。

## 評価
キャストのパフォーマンスが称賛され、批評家から好評を得た。レビュー・アグリゲーターのRotten Tomatoesでは79件のレビューで支持率は81%、平均点は7.00/10となった。Metacriticでは21件のレビューを基に加重平均値が69/100となった。

## 製作エピソード
- 劇中でラシーンが優勝を決める対戦相手はピーチズであるが、史実ではサウスベンド・ブルーソックスである。
- 劇中のような姉妹が存在、活躍した事実もない。ジーナ・デイビスが演じた主役ドティ・ヒンソンには2人のモデルがいる。ソフトボールの花形選手としてスカウトされ、ロックフォード・ピーチズに入団したドロシー・カメンシェックと、同じくソフトボールの名選手として、ミネアポリス・ミルレッツに入団し、本作にも技術的なアドバイザーとして参加したラヴォン・ペア・デイビスである。
- トム・ハンクス演じるジミー・デューガン監督のモデルは、1930年代の強打者、ジミー・フォックスである。フォックスは、映画と同様に1941年ごろからアルコール依存症を患い、1952年、フォートウェイン・デイジーズの監督に就任している。試合中にベンチで居眠りしていこともあったという[11]。
- ドゥーガン監督が選手達を叱咤した際のセリフ「野球には泣くなんてない!」（There's no crying in baseball!）は、アメリカ映画の名セリフベスト100で第54位にランクインした。
- ドティ・ヒンソン役には最初、デブラ・ウィンガーが決まっていたがシンガーであるマドンナとの共演を厭い、降板した。

## スピンオフ
1993年にスピンオフのドラマ『 プリティ・リーグ (1993年のテレビドラマ)』が制作された。
2022年にリブートとなるドラマ『 プリティ・リーグ (2022年のテレビドラマ)』が制作され、Amazon Prime Videoで配信された。なお、シーズン2の製作も予定されていたが、全米脚本家組合並びに俳優組合（SAG-AFTRA）によるストライキの影響で2023年8月に中止となった。